# Netelia maculiventris
Netelia maculiventris là một loài tò vò trong họ Ichneumonidae.